# Owen Wijndal
Owen Wijndal (* 28. November 1999 in Zaandam) ist ein niederländischer Fußballspieler. Er steht bei Ajax Amsterdam unter Vertrag.

## Karriere

### Verein

#### Beginn der Profikarriere bei AZ Alkmaar
Owen Wijndal begann mit dem Fußballspielen bei ZVV Zaandijk und wechselte über den HFC Haarlem in die Nachwuchsakademie von AZ Alkmaar. Während der Spielzeit 2015/16 kam er in der B-Jugend (U17) zu vier Einsätzen in der höchsten niederländischen Spielklasse für B-Jugendliche, kam allerdings in der gleichen Saison zu ebenso vielen Einsätzen für die A-Jugend in der höchsten niederländischen U19-Spielklasse. In der Folgespielzeit kam Owen Wijndal als A-Jugendlicher zu regelmäßigen Einsätzen für die Reservemannschaft in der dritthöchsten niederländischen Spielklasse, lief allerdings auch am 4. Februar 2017 zum ersten Mal für die Profimannschaft in der Eredivisie auf, als er bei der 2:4-Niederlage im Heimspiel gegen PSV Eindhoven eingesetzt wurde. Zum Ende der Saison, an deren Ende die Profimannschaft von Alkmaar Zaanstreek sich für die Play-off-Spiele um die Teilnahme an der dritten Qualifikationsrunde zur UEFA Europa League qualifizierte – dort schied AZ Alkmaar in der zweiten Runde gegen den FC Utrecht aus –, standen insgesamt vier Einsätze für die A-Jugend in der Vorrunde sowie der Endrunde der höchsten A-Jugendspielklasse sowie 24 Einsätze für die Reserve in der dritten Liga sowie in der ein Einsatz für die Profis in der Eredivisie zu Buche; die Reservemannschaft stieg in die zweithöchste niederländische Spielklasse auf. In seinem letzten A-Jugendjahr, der Saison 2017/18, kam Owen Wijndal zu jeweils einem Einsatz in der Vorrunde sowie in der Endrunde, für die Reserve in der zweiten Liga kam er zu 16 Einsätzen, wobei ihm zwei Tore gelangen. Für die Profis in der Eredivisie spielte Wijndal in sieben Spielen; AZ Alkmaar war in dieser Saison nie schlechter als Platz 11, stand ab dem 16. Spieltag konstant auf dem dritten Platz und qualifizierte sich somit am Ende der Spielzeit für die zweite Qualifikationsrunde zur UEFA Europa League. Auch in seiner dritten Spielzeit bei den Profis war er kein Stammspieler und spielte lediglich achtmal, wobei er Spielpraxis hauptsächlich in der Reservemannschaft sammelte. Die Profimannschaft bewegte sich zunächst zwischen dem oberen Tabellendrittel und dem oberen Mittelfeld, ehe sie sich in der oberen Tabellenhälfte festsetzten und die Spielzeit auf dem vierten Platz beendeten, womit sich AZ Alkmaar erneut für die zweite Qualifikationsrunde zur UEFA Europa League qualifizierte.

#### Wechsel zu Ajax Amsterdam
Im Juli 2022 verließ der Spieler Alkmaar und wechselte für eine Ablösesumme von zehn Millionen Euro zum amtierenden niederländischen Meister Ajax Amsterdam.
Für die Saison 2023/24 wechselte er per Leihe nach Belgien zu Royal Antwerpen. Dort bestritt er 29 von 35 möglichen Ligaspielen, in denen er ein Tor schoss, fünf Pokalspiele und sechs Spiele in der Champions League.

### Nationalmannschaft
Owen Wijndal absolvierte mindestens einen Einsatz für die niederländische U15-Nationalmannschaft sowie drei Spiele im Jahr 2014 für die U16. Von 2015 bis 2016 spielte Owen Wijndal in zwölf Spielen für die niederländische U17 und nahm an der Europameisterschaft 2016 in Aserbaidschan teil, wo er zu fünf Einsätzen kam. Dabei erreichte die U17 das Halbfinale, in dem die Mannschaft gegen Portugal verlor.
Nach zwischenzeitlich mindestens einem Einsatz für die U18-Nationalmannschaft lief Owen Wijndal von 2016 bis 2018 für die niederländische U19-Nationalelf auf und kam zu 16 Partien. Von 2018 bis 2019 kam er sechsmal für die U20 zum Einsatz und lief am 31. Mai 2019 beim 5:1-Sieg im Freundschaftsspiel in Doetinchem gegen Mexiko erstmals für die niederländische U21 auf.
Am 19. August 2020 wurde Owen Wijndal erstmals für die niederländische A-Nationalmannschaft nominiert, als er für den vorläufigen Kader für die Gruppenspiele in der UEFA Nations League 2020/21 gegen Polen und Italien berufen wurde. Er schaffte es auch in den endgültigen Kader. Am 7. Oktober 2020 debütierte er in der Elftal bei der 0:1-Niederlage gegen Mexiko.
Er gehörte auch zum niederländischen Kader bei der infolge der COVID-19-Pandemie erst 2021 ausgetragenen Europameisterschaft 2020 und wurde dort in den ersten beiden Gruppenspielen eingesetzt.